# سازکوی (آماسیه)
سازکوی (به ترکی استانبولی: Sazköy) یک منطقهٔ مسکونی در ترکیه است که در آماسیه واقع شده‌است.